# Paradrina kurnova
Paradrina kurnova là một loài bướm đêm trong họ Noctuidae.